# Коло (песма)
Коло је дечија песма која се налази у збирци дечије књижевности Детињство, српске песникиње Десанке Максимовић.

## Анализа песме
Песникиња овом песмом позива све који воле игру да дођу у њено коло. Зове петлиће и коку, жирафу и слона, кучића и мацу, лава и риса, јагње и његова чобана. Све их зове да играју. Зове зечеве и лије, муње и громове, облаке и дремљивце, све јунаке, али и дечицу и баке..

## О песникињи
Десанка Максимовић је српска песникиња, приповедач, романсијер, писац за децу, академик Српске академије наука и уметности, повремено преводилац, најчешће поезије с руског, словеначког, бугарског и француског језика.
Писала је песме о детињству, љубави, завичају, природи, животу, пролазности, па и смрти.
Осим њених значајних песмама за младе и одрасле, Десанка Максимови значајна је песникиња за децу. Као и остале песме, и дечије песме обилују прекрасним песничким сликама, богате су стилским фигурама и свака носи лепу поуку. Деца једнако уживају у поезији ове песникиње као и одрасли, наравно, читајући о темема које су им примереније и које могу да разумију. Управо такве песме налазе се у њеној збирци дечје књижевности „Детињство“.